# Grand'ordine del re Dmitar Zvonimir
Il Grand'ordine del re Dmitar Zvonimir (croato: Velered kralja Dmitra Zvonimira s lentom i Danicom) è un'onorificenza concessa dalla Repubblica di Croazia. Esso è il terzo ordine statale di benemerenza. Segue il Grand'ordine del re Petar Krešimir IV.

## Storia
L'Ordine è stato fondato il 20 giugno 1992 ed è dedicato a Demetrius Zvonimir.

## Classi
L'Ordine dispone dell'unica classe di Cavaliere/Dama di Gran Croce.

## Assegnazione
L'Ordine è conferito a dignitari clericali e funzionari di alto rango croati e stranieri per premiare:
- contributi eccezionali all'indipendenza e all'integrità della Repubblica di Croazia;
- meriti nei rapporti tra lo Stato e la religione in Croazia;
- in riconoscimento per lavoro culturale e umanitario.

## Insegne
- Il nastro è un tricolore rosso, bianco e blu con le due fasce laterali caricate di due fasce gialle.

## Insigniti notabili

### Insigniti stranieri
- Dai Bingguo
- Max Streibl
- Alois Mock[1]
- Edmund Stoiber[2]
- Ronald Harmon Brown [3]
- Margaret Thatcher[4]
- William J. Perry[5]
- Otto von Habsburg[6]

### Insigniti croati
- 2007 - Franjo Komarica[7]
- 2004 - Vladko Maček[8] (postumo)
- 2000 - Miroslav Krleža[9] (postumo)
- 2000 - Savka Dabčević-Kučar[10]
- 2000 - Ivan Supek[10]
- 2000 - Vlado Gotovac[11] (postumo)
- 2000 - Miko Tripalo[11] (postumo)
- 1998 - Gojko Šušak[12] (postumo)
- 1995 - Ivan Aralica[6]
- 1995 - Dalibor Brozović[6]
- 1995 - Šime Đodan[6]
- 1995 - Jakob Eltz[6]
- 1995 - Mate Granić[6]
- 1995 - Ranko Marinković[6]
- 1995 - Ivan Milas[6]
- 1995 - Ivić Pašalić[6]
- 1995 - Vlatko Pavletić[6]
- 1995 - Vladimir Šeks[6]
- 1995 - Antun Vrdoljak[6]
- 1995 - Andrija Hebrang[6]
- 1995 - Ivan Jarnjak[6]
- 1995 - Pero Jurković[6]
- 1995 - Vjekoslav Kaleb[6]
- 1995 - Ivica Kostović[6]
- 1995 - Jure Radić[6]
- 1995 - Stjepan Sulimanac[6] (postumo)
- 1995 - Petar Šegedin[6]
- 1995 - Lujo Tončić-Sorinj[6]
- 1995 - Janko Vranyczany-Dobrinović[6]